# Världsmästerskapen i bordtennis 1932
 Världsmästerskapen i bordtennis 1932 spelades i Prag under perioden 25-30 januari 1932.

## Medaljörer

### Lag
| Disciplin            | Guld | Silver                                                                             | Brons                                                                         |
| Herrarnas lagtävling | Tjeckoslovakien Michael Grobauer Stanislav Kolář Jindrich Lauterbach Antonin Malecek Bedrich Fritz Nikodem | Ungern Viktor Barna Laszlo Bellak Lajos Leopold David István Kelen Miklós Szabados | Österrike Manfred Feher Paul Flussmann Erwin Kohn Alfred Liebster Robert Thum |

### Individuellt
| Disciplin   | Guld                         | Silver                            | Brons                           |
| Herrsingel  | Viktor Barna                 | Miklós Szabados                   | Istvan Boros                    |
| Herrsingel  | Viktor Barna                 | Miklós Szabados                   | Erwin Kohn                      |
| Damsingel   | Anna Sipos                   | Mária Mednyánszky                 | Magda Gal                       |
| Damsingel   | Anna Sipos                   | Mária Mednyánszky                 | Marie Smidova                   |
| Herrdubbel  | Viktor Barna Miklós Szabados | Laszlo Bellak Sándor Glancz       | Charles Bull David Jones        |
| Herrdubbel  | Viktor Barna Miklós Szabados | Laszlo Bellak Sándor Glancz       | Istvan Boros Tibor Hazi         |
| Damdubbel   | Mária Mednyánszky Anna Sipos | Anna Braunova Marie Smidova       | Vera Pavlaskova Berta Zdobnicka |
| Damdubbel   | Mária Mednyánszky Anna Sipos | Anna Braunova Marie Smidova       | Anita Denker Magda Gal          |
| Mixeddubbel | Viktor Barna Anna Sipos      | Miklós Szabados Mária Mednyánszky | Jaroslav Jilek Marie Smidova    |
| Mixeddubbel | Viktor Barna Anna Sipos      | Miklós Szabados Mária Mednyánszky | Sándor Glancz Magda Gal         |

### Fotnoter
1. ↑  ”World Championships Results”. ITTF Museum. Arkiverad från originalet den 11 maj 2012. https://web.archive.org/web/20120511103023/http://www.ittf.com/museum/results/WorldChresults.html. Läst 7 april 2012.
2. ↑  ”ITTF Statistics”. ittf.com. Arkiverad från originalet den 3 mars 2016. https://web.archive.org/web/20160303234958/http://www.ittf.com/ittf_stats/All_events4.asp?Competition_ID=6. Läst 7 april 2012.